# Maria dels Àngels Moreno
Maria dels Àngels Moreno Bennàssar (13 de marzo de 2004) es una deportista española que compite en piragüismo en la modalidad de aguas tranquilas. Ganó tres medallas de oro en el Campeonato Europeo de Piragüismo de 2025, en las pruebas de C2 200 m, C2 500 m y C4 500 m mixto.

## Palmarés internacional
| Campeonato Europeo | Campeonato Europeo       | Campeonato Europeo | Campeonato Europeo |
| Año                | Lugar                    | Medalla            | Competición        |
| ------------------ | ------------------------ | ------------------ | ------------------ |
| 2025               | Račice (República Checa) | Medalla de oro     | C2 200 m           |
| 2025               | Račice (República Checa) | Medalla de oro     | C2 500 m           |
| 2025               | Račice (República Checa) | Medalla de oro     | C4 500 m mixto     |